# Zeche Vereinigte Hoffnung & Secretarius Aak
Die Zeche Ver. Hoffnung & Secretarius Aak ist ein ehemaliges Steinkohlenbergwerk im Zentrum von Essen. Das Bergwerk ist aus der Konsolidation von zwei bis dahin eigenständigen Bergwerken entstanden. Die Zeche Vereinigte Hoffnung & Secretarius Aak wurde ab den 1860er Jahren auch nur Zeche Hoffnung genannt. Die Gewerkschaft der Zeche Vereinigte Hoffnung & Secretarius Aak gehörte zu den Gründungsmitgliedern des Rheinisch-Westfälischen Kohlen-Syndikats. Das Bergwerk gehörte in der zweiten Hälfte des 19. Jahrhunderts zu den bedeutendsten Bergwerken im Regierungsbezirk Düsseldorf.

## Geschichte

### Die Anfänge
Am 19. Februar des Jahres 1805 konsolidierten die Zechen Zur Hoffnung und Secreteriusak zur Zeche Vereinigte Hoffnung & Secretarius Aak. Zweck dieser Konsolidation war der gemeinsame Einsatz von Dampfmaschinen für die Schachtförderung und die Wasserhaltung. Das Grubenfeld Hoffnung & Secretarius Aak befand sich unter dem westlichen Teil der heutigen Innenstadt von Essen. Noch im selben Jahr kam es zu einem Rechtsstreit mit der Zeche Vereinigte Sälzer & Neuack. Hintergrund des Rechtsstreits war der Abbau in bereits beanspruchten Flözen im Bereich der ehemaligen Zeche Fettlappen. Im Jahr 1811 erging ein gerichtlicher Entscheid, aufgrund dessen die Zeche Vereinigte Hoffnung & Secretarius Aak mit dem Hoffnunger Stolln die Flöze Dreckbank, Herrenbank und Steinbank abbauen durfte. Die Zeche Vereinigte Sälzer & Neuack durfte die darunter liegenden Flöze bis zum Tiefsten abbauen. Im Jahr 1848 wurde das Geviertfeld Vereinigte Hoffnung & Secretarius Aak verliehen. Im selben Jahr wurde die Gewerkschaft Vereinigte Hoffnung & Secretarius Aak gegründet. Da die Kohlenvorräte oberhalb der Stollensohle abgebaut worden waren, war es erforderlich geworden, zum Tiefbau überzugehen. Im Jahr 1857 wurde mit den Teufarbeiten des ersten Tiefbauschachtes begonnen. Der Schacht wurde im Stadtteil Stadtmitte Süd angesetzt. Bereits im darauffolgenden Jahr stieß der Schacht bei einer Teufe von 25 Metern auf das Karbon. Bei einer Teufe von 38 Metern kam es zu Wasserzuflüssen aus alten Grubenbauen. Die minütlichen Wasserzuflüsse lagen bei 2½ Kubikfuß. Im Jahr 1859 wurde bei einer Teufe von 126 Metern die 1. Sohle angesetzt. Bereits auf dieser Wettersohle wurde im Bereich des Füllortes das Flöz Fünfhandbank aufgeschlossen. Nach Erstellung des Füllortes wurde begonnen, die Querschläge nach Süden und nach Norden aufzufahren. Das Bergwerk gehörte zu dieser Zeit zum Bergamtsbezirk Essen.

### Die weiteren Jahre
Im Jahr 1860 wurde mit der Förderung begonnen. Im Jahr 1861 erreichte der Schacht eine Teufe von 95½ Lachtern. Im selben Jahr wurde bei einer Teufe von 189 Metern die 2. Sohle angesetzt. Die Sohle wurde auch als 90 Lachtersohle bezeichnet. Nachdem das Füllort erstellt worden war, wurde mit der Auffahrung der Hauptlösungsquerschläge begonnen. Mit diesen Querschlägen sollten die anstehenden Flöze durchörtert werden. Das Bergwerk gehörte zu dieser Zeit zum Bergrevier Frohnhausen. Um die Bewetterung der Grubenbaue sicherzustellen, waren mehrere Maßnahmen erforderlich. Im Jahr 1862 wurde begonnen, einen alten Wetterschacht, der sich 95 Meter südlich des Förderschachtes befand, tiefer zu teufen. Der Wetterschacht wurde bis unter eine unterhalb des Flözes Röttgersbank liegende Kohlenbank geteuft. In der Kohlenbank wurde etwa zur gleichen Zeit ein Hauptwetterüberhauen aufgefahren. Außerdem wurde in diesem Jahr der Tiefbauschacht bis auf eine Teufe von 100¾ Lachtern tiefer geteuft. Im Jahr 1863 wurde mit den Teufarbeiten für den Schacht Hoffnung begonnen. Der Schacht wurde in der Nähe des heutigen Limbecker Platzes angesetzt. Bei einer Teufe von 30 Metern erreichte der Schacht das Karbon. Im selben Jahr wurde der Wetterquerschlag zum Flöz Fünffußbank um zehn Lachter weiter aufgefahren. Die Auffahrung der Sohlenstrecken wurde auf mehreren Flözen weiter fortgeführt. Im Jahr 1864 wurde m Schacht Hoffnung mit der Förderung begonnen. Der erste Tiefbauschacht wurde nun zum Wetterschacht umgebaut. Aufgrund von Bergschäden wurde im Jahr 1868 der Abbau unter der Essener Innenstadt eingeschränkt. Im Jahr darauf wurde bei einer Teufe von 273 Metern mit dem Aufschluss der dritten Sohle begonnen. Im Jahr 1870 wurde in einer Privatkokerei mit der Herstellung von Koks begonnen. Diese Privatkokerei wurde im Jahr 1874 gekauft. Im Jahr 1876 wurde die altrechtliche Gewerkschaft in eine Gewerkschaft neuen Rechts mit 1000 Kuxen umgewandelt.

### Die letzten Jahre
In den 1880er Jahren wurden durch die Zeche Vereinigte Hoffnung & Secretarius Aak erhebliche Bergschäden verursacht. Aufgrund der aufgetretenen Bergschäden wurden vermehrt Schadenersatzforderungen an das Bergwerk gestellt. Bereits im Jahr 1882 wurde aufgrund dieser Bergschäden der Abbau unter der Stadt untersagt. Der Abbau hätte nur unter der Verwendung von Bergeversatz weitergeführt werden dürfen. Allerdings wäre diese Maßnahme aufgrund der langen Förderwege zu teuer geworden. Im selben Jahr wurde das Feld Neuwerk erworben. Dieses Feld befand sich südlich der Innenstadt von Essen. Die Berechtsame bestand nun aus zwei Geviertfeldern. Mittlerweile waren die Entschädigungszahlungen so hoch geworden, dass die Gewerken sogar Zubußen zahlen mussten. Im Jahr 1886 wurde im Flöz Geitling ein Wetterschacht geteuft. Im Jahr 1892 wurde im Schacht Hoffnung bei einer Teufe von 386 Metern eine Hilfssohle angesetzt. Im Jahr 1894 wurde die Kokerei stillgelegt, in der Lagerstätte fand nur noch Restabbau statt. Mit Beginn des Jahres 1897 beschloss die Gewerkenversammlung, den Betrieb auf dem Bergwerk einzustellen. Grund für diesen Entschluss war die Unwirtschaftlichkeit des Bergwerks. Das erworbene Feld Neuwerk hatte sich als wenig vorteilhaft erwiesen. Im Feld hatte man keine guten Flözverhältnisse vorgefunden. So wurde der Betrieb auf dem Bergwerk im selben Jahr eingestellt. Im Juni desselben Jahres wurde die Zeche Vereinigte Hoffnung & Secretarius Aak stillgelegt, die Schächte wurden verfüllt und die Tagesanlagen wurden in der Folgezeit abgerissen. Die Berechtsame Grubenfeld kam an die Gewerkschaft Graf Beust. Die Gewerkschaft Graf Beust übernahm auch die Verpflichtung zur Abwicklung der Bergschäden. Der Zechenplatz, die Grundstücke und die Maschinen wurden von der Firma Friedrich Krupp übernommen.

## Förderung und Belegschaft
Die ersten bekannten Belegschaftszahlen stammen aus dem Jahr 1858, damals waren 50 Bergleute auf dem Bergwerk beschäftigt. Die ersten Förderzahlen stammen aus dem Jahr 1861, in diesem Jahr wurden mit 182 Beschäftigten rund 6000 Tonnen Steinkohle gefördert. Im Jahr 1863 wurde eine Förderung von 323.866 preußischen Tonnen Steinkohle erbracht, die Belegschaftsstärke lag bei 275 Beschäftigten. Im Jahr 1865 wurden mit 360 Beschäftigten 551.726 Tonnen Steinkohle gefördert. Im Jahr 1866 lag die Belegschaftsstärke bei 427 Beschäftigten, die Förderung betrug 590.342 preußische Tonnen Steinkohle. Die maximale Förderung des Bergwerks wurde im Jahr 1867 erbracht. Es wurde eine Förderung von 187.486 Tonnen Steinkohle erzielt, die Belegschaftsstärke lag in diesem Jahr bei 489 Beschäftigten. Im Jahr 1870 wurde eine Förderung von 109.354 Tonnen Steinkohle erbracht, die Belegschaftsstärke lag in diesem Jahr bei 405 Beschäftigten. Im Jahr 1875 wurden mit 491 Beschäftigten 145.604 Tonnen Steinkohle gefördert. Auf dem Bergwerk wurden gute Fettkohlen gefördert. Die Kohlen waren ziemlich gut als Kokskohle geeignet. Im Jahr 1880 wurde eine Förderung von 88.400 Tonnen Steinkohle erbracht, die Belegschaftsstärke lag in diesem Jahr bei 412 Beschäftigten. Im Jahr 1890 lag die Belegschaftsstärke bei 472 Beschäftigten, die Förderung betrug 127.099 Tonnen Steinkohle. Im Jahr 1895 waren noch 267 Mitarbeiter auf dem Bergwerk beschäftigt, es wurden 138.563 Tonnen Steinkohle gefördert. Dies sind die letzten bekannten Förder- und Belegschaftszahlen der Zeche Vereinigte Hoffnung & Secretarius Aak.

## Heutige Situation
Über Tage ist nichts mehr erkennbar. Lediglich die beiden Straßennamen Akstraße und Hoffnungstraße erinnern an die Zeche.
Im November 2013 wurden bei Bauarbeiten an der Hachestraße, nördlich der Bahnstrecke Witten/Dortmund–Oberhausen/Duisburg, Hohlräume entdeckt, die dem ehemaligen Grubenfeld der Zeche Ver. Hoffnung & Secretarius Aak zuzuordnen sind. Dies machte weitere Probebohrungen und nachfolgend umfangreiche Verfüllarbeiten notwendig, was den Bahnverkehr über vier Wochen lang stark beeinträchtigte.